# Lypha invasor
Lypha invasor là một loài ruồi trong họ Tachinidae.